# Ols-et-Rinhodes
Ols-et-Rinhodes è un comune francese di 156 abitanti situato nel dipartimento dell'Aveyron nella regione dell'Occitania.

## Società

### Evoluzione demografica
Abitanti censiti